# Eulasia arctos
Eulasia arctos es una especie de coleóptero de la familia Glaphyridae.

## Distribución geográfica
Habita en Georgia, Armenia y Turquía.